# Merlauer Vertrag
Der Merlauer Vertrag wurde am 8. September 1583 zwischen Landgraf Wilhelm IV. von Hessen-Kassel und dem neuen Mainzer Erzbischof Wolfgang von Dalberg in Merlau, einem heutigen Ortsteil der Gemeinde Mücke im Vogelsbergkreis in Hessen, geschlossen.
In dem Vertrag einigten sich die beiden Seiten über schon lange schwelende Grenzkonflikte zwischen Kurmainz und der Landgrafschaft, wobei fast alle noch verbliebenen Mainzer Besitzungen in Nordhessen endgültig an die Landgrafschaft fielen, dafür jedoch Hessen-Kassel seine Ansprüche im Eichsfeld aufgab. Alle während der Mainzer Stiftsfehde gemachten Pfandschaften kamen damit gegen eine weitere Zahlung von 40.000 Gulden endgültig an Hessen. Dies betraf u. a. die Ämter Battenberg und Wetter nebst den Burgen Kellerburg (bei Battenberg) und Mellnau sowie die Orte Rosenthal, Hofgeismar, Jesberg und eine Anzahl von Dörfern (darunter Linsingen und Hertingshausen).
Das Erzstift Mainz behielt danach in Hessen nur noch Fritzlar, das durch Landgraf Ludwig IV. von Hessen-Marburg von den Grafen von Waldeck eingelöste und 1588 an das Erzstift zurückgegebene Naumburg, Neustadt und Stadt und Amt Amöneburg, sowie das Einlösungsrecht für die halbe Herrschaft Itter.
In einem anschließenden Vertrag zu Eschwege zwischen Hessen und Kurmainz wurde 1583 Gebietsstreitigkeiten beigelegt und die Zugehörigkeit von Dörfern im Werratal geklärt. Dabei wurden das ehemals kurmainzische Frieda und hessische Döringsdorf (mit dem Keudelstein) getauscht und die Grenze zwischen Hessen und dem Eichsfeld wurde mit 343 Grenzsteinen festgelegt. Diese Grenzfestlegung bildet noch heute die Grenze zwischen Hessen und Thüringen. In diesem Zusammenhang wurde eine detaillierte Karte des gesamten Grenzgebiets im südlichen Eichsfeld zum angrenzenden Hessen angefertigt. Die kolorierte Karte von einem unbekannten Kartographen ist 3,13 mal 0,63 Meter groß und wurde in den 1950er Jahren wiedergefunden. Nachdem sie im Museum Gülden Kreuz in Worbis ausgestellt war, befindet sie sich seit 2017 Landesarchiv in Weimar.